# Piccolo Aral
Il Piccolo Aral è un bacino lacustre di 3.300 kmq. sopravvissuto al prosciugamento del Lago d'Aral.
Esso si sviluppa a nord del Lago d'Aral nell'attuale Kazakistan, che negli ultimi due decenni ha profuso notevoli sforzi governativi per contenere il ritiro delle acque e per tentare di far ripartire l'industria della pesca, un tempo molto fiorente nella zona. Uno degli obiettivi a lungo termine è quello di riportare le sue acque fino alla cittadina di Aralsk, che attualmente dista poco più di 20 km dalla costa.

## Storia
Il lago d'Aral, specchio d'acqua situato all'incrocio tra Turkmenistan, Uzbekistan e Kazakistan, negli anni cinquanta del XX secolo, aveva una superficie di 68.000 kmq, era il quarto lago più grande del pianeta ed era molto pescoso. Nella storia geologica della Terra, l'antico mare primitivo chiamato Paratetide, che univa Mediterraneo, Mar Nero, Mar Caspio e Lago d'Aral si chiuse, lasciando questo bacino endoreico  al centro di un deserto che lo distanziava di circa 1.000 chilometri dal Mar Caspio. Il lago aveva solo due immissari, l'Amu Darya e il Syr Darya e il delicato equilibrio del livello delle sue acque avveniva esclusivamente per evaporazione, data l'assenza di emissari e di collegamenti con altri mari. Tuttavia la sua presenza, nel corso dei millenni, fu estremamente importante come ostacolo all'avanzare del deserto, rendendo possibile l'insediamento umano e la nascita di alcune città sulle sue rive, tra cui Aralsk, che ne fu il principale porto. Nel periodo del dominio sovietico e negli anni cinquanta del XX secolo, alcuni burocrati dell'ex URSS definirono il lago d'Aral un "errore della natura" e decisero di trasformare le aree desertiche che lo circondavano in sconfinate piantagioni di cotone. A questo scopo, venne costruita una rete di canali irrigui che, prelevando le acque dell'Amu Darya per irrigare i campi del Turkmenistan e dell'Uzbekistan, impedirono al fiume di continuare a rifornire il lago.
Si calcola che il canale del Karakum, un'opera ciclopica costruita sotto la direzione di Grigory Voropayev, lungo 1375 km e con una portata di 13 km/cubi annui, sia la principale causa del prosciugamento del lago d'Aral. L'intera rete di canali si sviluppa per oltre 47.000 km complessivi, ma fu realizzata in maniera assai approssimativa e senza alcuna impermeabilizzazione, infatti è stato calcolato che un buon 30/40% di acqua vada inutilmente dispersa prima ancora di arrivare alle piantagioni e, nel corso dei decenni, sarebbe stata oltremodo utile a rallentare sensibilmente l'evaporazione del lago d'Aral. 
L'immissario di destra, il Syr Darya, essendo già stato dotato di un canale alla fine dell'XIX secolo, vide anch'esso la realizzazione di un'ulteriore rete di canali finalizzata all'irrigazione delle piantagioni del Kazakistan, trasformando il deserto alla destra di questo fiume in un'altra immensa distesa di campi di cotone, prima di sfociare comunque nel lago, ma con una portata estremamente ridotta rispetto a quella originaria. Di conseguenza la superficie del lago continuò a ridursi sempre di più, fino a raggiungere, alle soglie del 2000, le condizioni di un immenso acquitrino, le cui pozze scomparivano sottoterra o evaporavano progressivamente, lasciando il posto ad un deserto di sabbia e sale, estremamente tossico. I pesci morirono, le imbarcazioni divennero dei relitti arrugginiti, incagliati sul fondale ormai prosciugato, il porto di Aralsk si trasformò in un desolato cimitero di barche e navi dismesse, e la città si spopolò rapidamente. Ma il fatto più grave fu la trasformazione climatica della zona, con l'instaurarsi del tipico clima desertico, aggravato da frequenti tempeste di sabbia e sale intrisi di sostanze chimiche velenose e letali per la salute umana.
Nei primi anni novanta del Novecento, al fine di rimediare a questo disastro ecologico, le tre repubbliche autonome e indipendenti, Uzbekistan, Turkmenistan e Kazakistan, nate dalla disgregazione dell'URSS, ipotizzarono di comune accordo la costruzione di un canale che, partendo dal Mar Caspio, portasse l'acqua sino all'Aral, ma il progetto non si concretizzò mai e il lago d'Aral continuò inesorabilmente a prosciugarsi.  
Successivamente, grazie a un finanziamento della Banca Mondiale si cercò di ampliare la superficie del Piccolo Aral con la costruzione della diga di Kokaral, affinché le sue acque potessero tornare a lambire il porto di Aralsk e in effetti, negli ultimi anni, la superficie del lago è aumentata da 2500 a 3300 kmq e, con il ripopolamento di varie specie ittiche, si sta nuovamente sviluppando un'economia basata sulla pesca che sta riconducendo la zona ad una parvenza di normalità.  
Resta il fatto che l'alveo del grande Aral sia ormai ridotto ad un'enorme depressione arida e sabbiosa, con al suo centro le strutture della vecchia base militare sovietica, ormai abbandonata, sull'ex isola di Vozrozdenie che, non essendo più circondata dall'acqua, è diventata raggiungibile senza troppe difficoltà, creando notevoli problemi legati alla sicurezza, siccome nella suddetta base era custodita un'enorme quantità di armi chimiche prodotte dai sovietici ai tempi della guerra fredda. 
Recentemente il governo dell'Uzbekistan ha comunicato di aver rinunciato a qualsiasi progetto di recupero del grande Aral e così, in determinate zone dell'antico fondale ormai prosciugato, alcuni concessionari autorizzati dal governo, hanno iniziato l'estrazione di gas naturale e di petrolio, materie prime di cui il territorio uzbeko è già di per sé molto ricco.